# Шахнишинтепа
Шахнишинтепа (узб. Shohnishintepa) — археологический памятник начала VII—XIII вв. Представляет собой руины замка, окружённого селением. По легендам, туранский царь Афрасиаб принимал в этой резиденции своих подданных. 
Входит в список «Объектов материального культурного наследия Узбекистана республиканского значения». 

## Расположение
Городище находится на северо-западе старой городской части Ташкента на берегу канала Калькауз, на улице Кукча дарвоза, в районе кладбища Шейха Зайнуддина бобо.

## Характеристика
Представляет собой естественный лёссовый холм, с руинами замка, построенного на естественной глинистой почве, с сохранившимся культурным слоем, относящимся к VII—VIII вв. В IX—X вв развалины замка были присоединены к рабаду Бинкета и, впоследствии, поглощены городской застройкой. Найдены остатки гончарной мастерской и хумдонов. Был разрушен в начале XIII века в результате монгольского нашествия.

## История открытия и изучения
Памятник был отмечен членами Туркестанского кружка любителей археологии в конце XIX века. В 1920-х годах изучался М. Е. Массоном. Обследование городища было произведено в 1968—1969 годах Ташкентской археологической экспедицией.